# Labradorské misie Moravských bratří

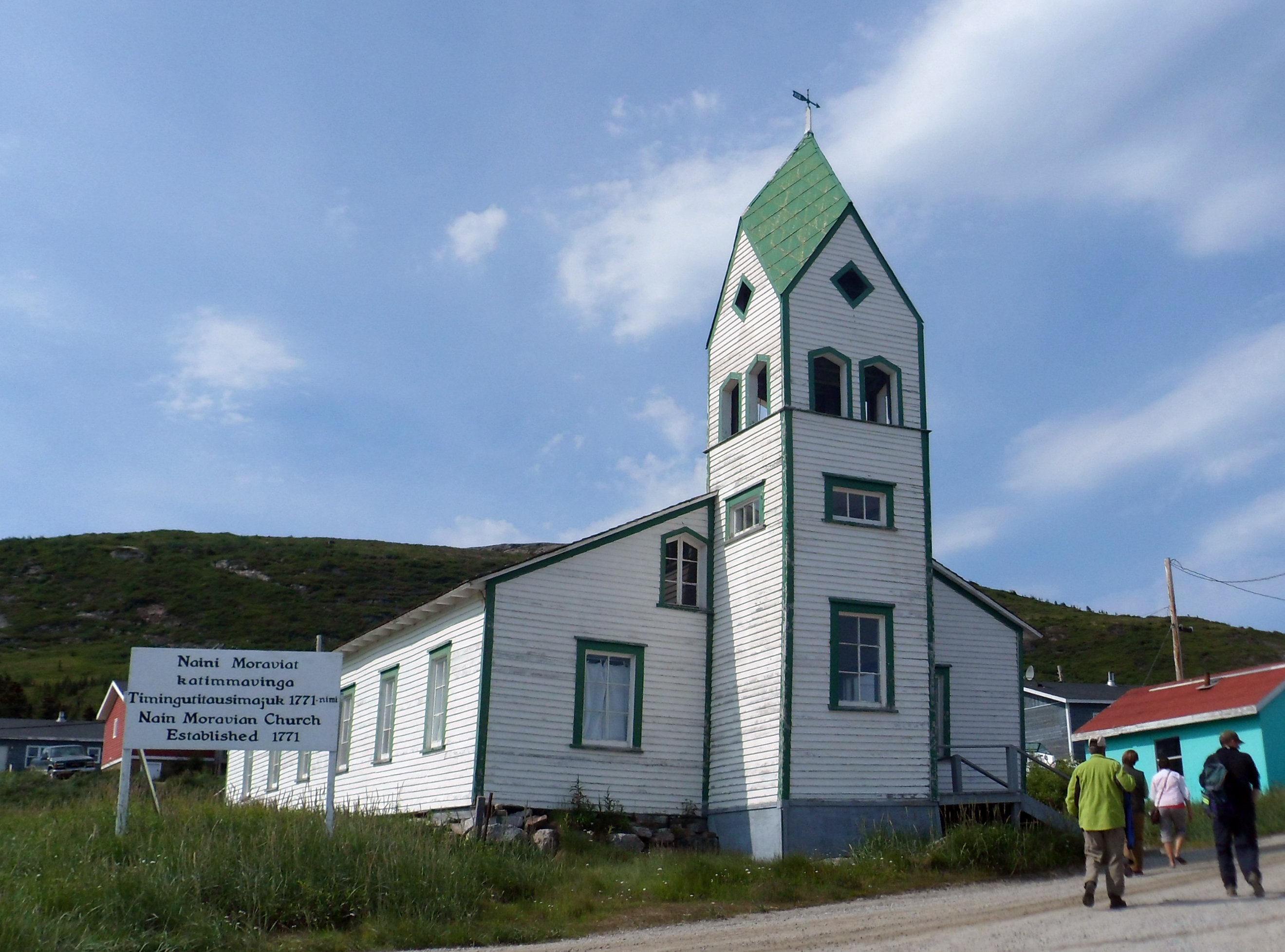
Moravský kostel v Nain

Labradorské misie Moravských bratří probíhaly v letech 1771–2005. V roce 1771 byli moravští misionáři prvními Evropany, kteří se na Labradoru usadili. Během následujících 133 let založili sérii osmi misijních stanic podél pobřeží. Tyto stanice se staly ohniskem náboženských, sociálních a ekonomických aktivit Inuitů, kteří se postupně usazovali v jejich blízkosti. Vliv Moravanů na život a kulturu labradorských Inuitů byl obrovský a dal vzniknout jedinečné kultuře složené z inuitských tradic a starých evropských praktik. Poslední moravský misionář opustil Labrador v roce 2005, ale moravská církev, její zvyky a tradice jsou na Labradoru stále velmi živé.
K prvnímu, ale neúspěšnému, pokusu o založení misijní stanice došlo v roce 1752. Při této výpravě byl vedoucí misie Johann Christian Erhardt a kapitán člunu se čtyřmi námořníky zavražděni. Později se Moravanům podařilo zlomit inuitsko-evropské nepřátelství a do pobřežních oblasti Labradoru vnesli mír. Za zmínku stojí i fakt, že v prvních třech misijních stanicích působili exulanti, kteří uprchli z rekatolizované Moravy do Ochranova a poté byli vysíláni do různých částí světa.

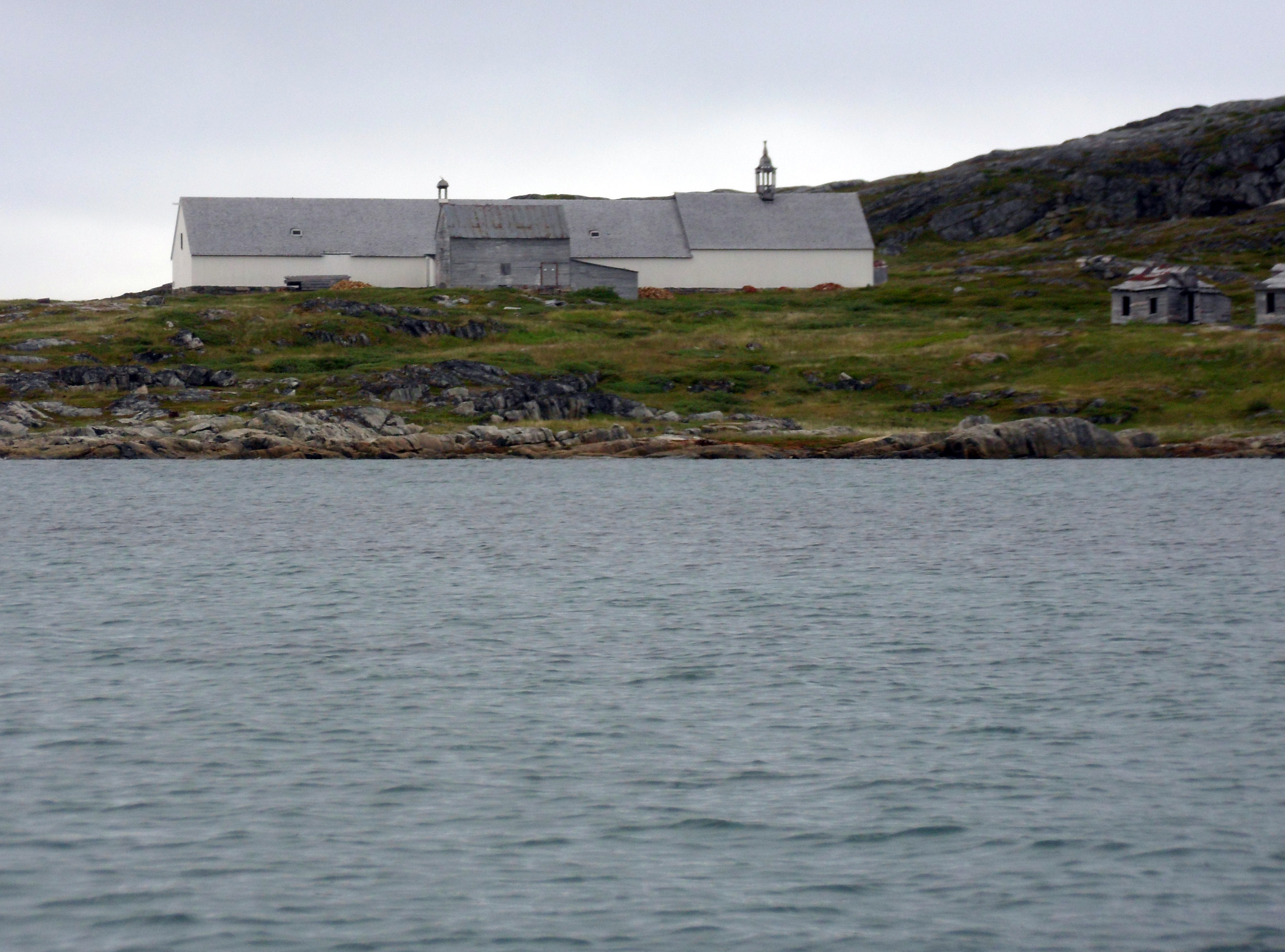
Hebron, rok 2012

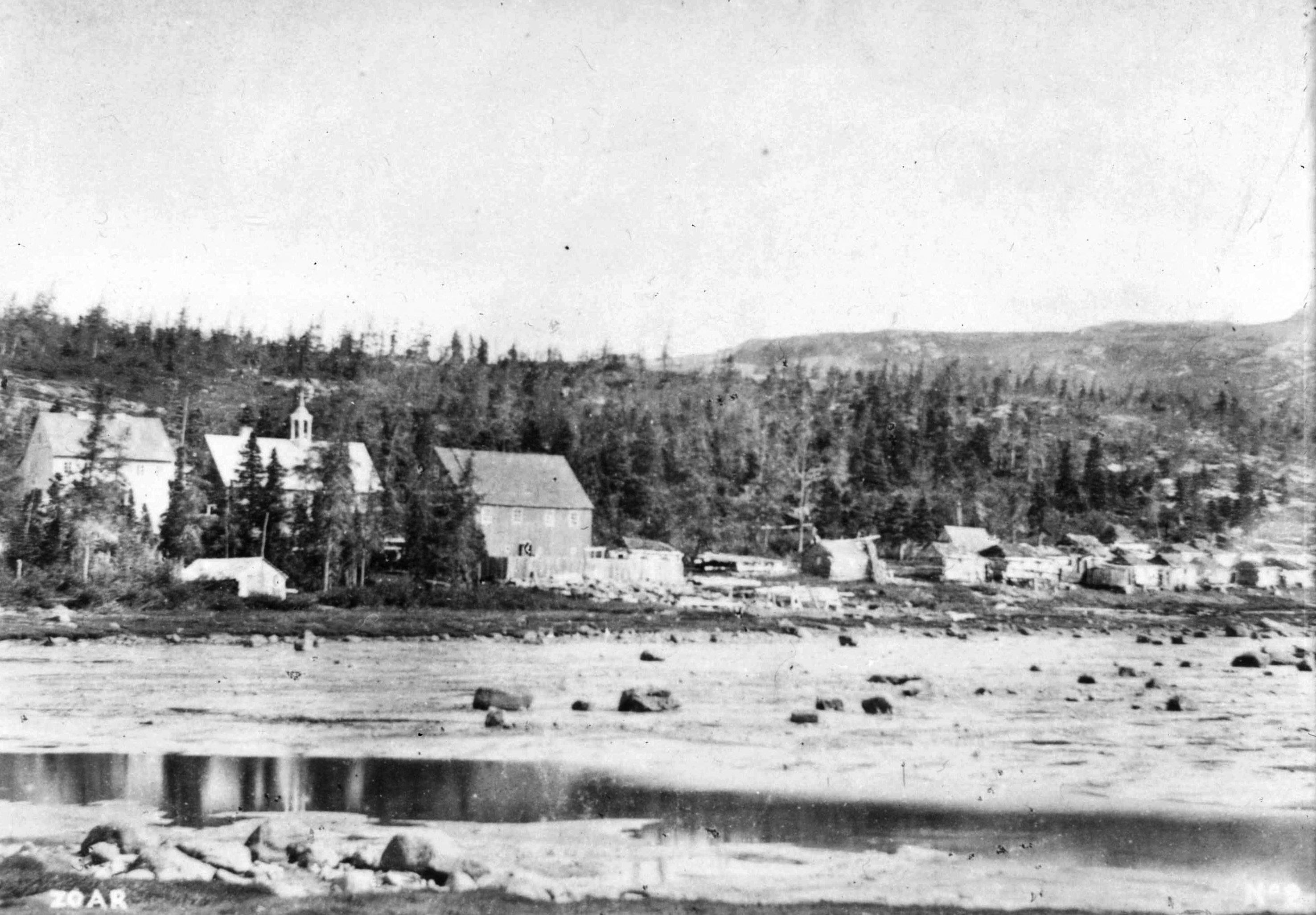
Zoar, před rokem 1894

## Seznam osmi misijních stanic Moravské církve
- Nain v oblasti Nuneingoak (1771 – po roce 1997). Vedoucím misie byl Jens Haven. Nain je národní historické místo Kanady.[2]
- Okak (1776–1919). Od roku 1978 je rovněž národním historickým místem Kanady.[3]
- Hopedale (1782 – asi do roku 1996). Stanice byla pojmenována na památku neúspěšného pokusu o osídlení z roku 1752. Také misijní budovy Hopedale jsou národním historickým místem s nejstaršími dřevěnými budovami v Kanadě východně od Québecu.[4]
- Hebron (1830–1959). Leží asi 100 km severně od Okaku. Budova mise v Hebronu je od roku 1976 národní historickou památkou.[5]
- Zoar (1865~1894). Leží přibližně uprostřed mezi Nain a Hopedale.
- Ráma (1871– asi 1908). Leží přibližně 80 km severně od Hebronu. Stanice byla otevřena byla u příležitosti 100. výročí první mise na Labradoru.
- Makkovik (1896 – po roce 1996). Leží asi 80 km jižně od Hopedale
- Killinek (1904–1924). Nachází se poblíž Cape Chidley – cípu poloostrova Labrador. Byla to nejsevernější misijní stanice na Labradoru.

Během druhé světové války byl na Labradoru při stavbě letecké základny v Happy Valley-Goose Bay zřízen i kostel Moravské církve. Po skončení války se stávající labradorské moravské misie dostaly pod ochranu Britské provincie a v roce 1980 se staly oddělenou provincií pod ochranou Rady světové misie v Americe. V roce 2005, po 234leté přítomnosti, si moravská bratrská církev připomněla svého posledního misionáře na Labradoru; tím byl reverend Sam Propsom.

## Nemoci

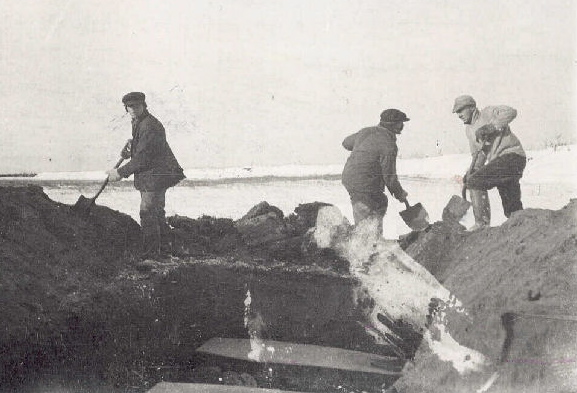
Pohřeb obětí španělské chřipky do hromadného hrobu, rok 1918

Misijní loď HMS Harmony i jiné lodi přivážely z Evropy nejen potřebné zboží, ale i nakažlivé nemoci, jako byly neštovice, spalničky, spála, tyfus[nepřesný odkaz] a tuberkulóza. Tyto epidemie měly devastační důsledky pro místní komunitu Inuitů. V roce 1914 se populace Inuitů díky těmto epidemiím změnšila z 5 000 (stav v roce 1775) na 1 500 obyvatel (stav v roce 1914). Vše vyvrcholilo v letech 1918-1919, kdy sem byla zavlečena španělská chřipka a následně zůstalo naživu jen několik set Inuitů. Tyto následky vedly až k zániku některých misií (Okak).